# The Fink Brothers
The Fink Brothers war ein britisches Synth-Pop- und Jazzdance-Duo, das aus den Musikern Cathal J. Smyth und Graham McPherson bestand, die beide als Mitglieder der Ska-Band Madness bekannt wurden. Die einzige gemeinsame Veröffentlichung war die Single Mutants in Mega-City One, die im Februar 1985 in die UK-Charts einstieg und Platz 50 erreichte. Das Lied wurde von Smyth und McPherson selbst geschrieben und von Captain Clang produziert.

## Diskografie
- 1985: Mutants in Mega-City One / Mutant Blues (Single)